# Great Waldingfield
Great Waldingfield – wieś w Anglii, w hrabstwie Suffolk, w dystrykcie Babergh. Leży 27 km na zachód od miasta Ipswich i 87 km na północny wschód od Londynu. Miejscowość liczy 1460 mieszkańców. W granicach civil parish leżą także Upsher Green i Washmere Green.